# C Jam Blues
A C Jam Blues egy, a mai napig gyakran játszott dzsessz-sztenderd. 
A dal Duke Ellington 1942-ben született szerzeménye. Sokan előadták, így Dave Grusin, Django Reinhardt, Oscar Peterson, Charles Mingus és pesze Louis Armstrong, Ella Fitzgerald.

A „Duke's Place” címmel is elterjedt dal szövege Bill Katts, Bob Thiele és Ruth Roberts szerzőktől származik.